# NGC 6840
NGC 6840 في الفهرس العام الجديد، هي مجرة، تقع في كوكبة العقاب. اكتشفت في 4 سبتمبر 1784 بواسطة ويليام هيرشل.

## روابط خارجية
- NGC 6840 على موقع ويكي سكاي: DSS2, SDSS, GALEX, IRAS, Hydrogen α, X-Ray, Astrophoto, Sky Map, Articles and images